# Бочкин, Игорь Иванович
И́горь Ива́нович Бо́чкин (род. 17 февраля 1957, Москва) — советский и российский актёр театра и кино, театральный режиссёр. Народный артист Российской Федерации (2005).

## Биография
Игорь Бочкин родился 17 февраля 1957 года в Москве. Отец умер, когда Игорю было десять лет.
Впервые снялся в кино в возрасте пятнадцати лет в роли пионера Кузьки Журавлёва в художественном фильме «Огоньки» (1972) режиссёра Бориса Рыцарева (ассистент режиссёра заметила его в московском кинотеатре «Форум» и пригласила на кинопробы). Затем последовала ещё одна роль — Миша Башарин в детском художественном фильме «Красно солнышко» (1972).
В 1975—1977 годах проходил военную службу по призыву в рядах Советской армии, служил в танковой роте повышенной боевой готовности и вернулся в звании старшего сержанта.
В 1981 году окончил Государственный институт театрального искусства (ГИТИС) имени А. В. Луначарского (руководитель курса — Константин Константинович Михайлов). По окончании института был принят в труппу Московского драматического театра имени Н. В. Гоголя, где проработал до 1990 года.
С 1995 по 2018 годы — артист труппы Московского драматического театра имени А. С. Пушкина.
В 2006 году был участником шоу «Танцы со звёздами» на канале «Россия-1».

### Личная жизнь
Первая жена — Алиса Завенягина, однокурсница по ГИТИСу, внучка генерала Авраамия Завенягина. Поженились во время учёбы на первом курсе, расстались после окончания института, в 1981 году.
Вторая жена — Светлана, дочь работника отдела пропаганды ЦК КПСС. Через полгода после рождения дочери Александры уехала вместе с ней в Испанию.
Третья жена — Светлана Зубкова. Брак продлился четырнадцать лет.
Четвёртая жена (с 2002 года) — Анна Легчилова (род. 22 декабря 1969, Минск), актриса, кинорежиссёр, сценарист. Познакомились в 2000 году, а поженились в 2002 году. В феврале 2019 года Легчилова сообщила, что супруги в 2016 году стали родителями сына. Сын Иван (род. 16.08.2016).

## Творчество

### Роли в театре

#### Московский драматический театр имени Н. В. Гоголя
- «Берег» по одноимённому роману Юрия Бондарева — Княжко
- «Пролетая над гнездом кукушки» по мотивам романа «Пролетая над гнездом кукушки» Кена Кизи — Вождь
- «Район посадки неизвестен» по пьесе Владимира Губарева «Особый полёт» — Николай

#### Московский драматический театр имени А. С. Пушкина
- «Террористы» по пьесе «Праведные» Альбера Камю — Янек
- «Царь Эдип» Софокла — Эдип
- «Варшавская мелодия» Леонида Зорина — Виктор
- «Наваждение» Александра Галина — Фёдор
- 2001 — «Путники в ночи» по пьесе Олега Данилова (режиссёр — Дмитрий Астрахан; премьера — 26 января 2001 года) — Сергей Куприянов, известный телеведущий, муж Ирины[9]
- «Пули над Бродвеем», пьеса Петра Розенфельда по мотивам одноимённого киносценария Вуди Аллена — Чич
- 2006 — «Прошлым летом в Чулимске» по одноимённой пьесе Александра Вампилова (режиссёр — Игорь Бочкин (режиссёрский дебют Игоря Бочкина[10]); премьера — 23 февраля 2006 года) — Шаманов, следователь

#### Антрепризы
«LA’Театр»
- «Дура, это любовь!» по пьесе Исаака Фридберга

Продюсерский центр «РуссАрт»
- «Заложники любви» по пьесе Натальи Демчик «Американский пленник»

Театральное агентство «Арт-Партнёр XXI»
- «День палтуса» по пьесе Джона Чепмена и Дэйва Фримена

Другие театры и агентства
- 2009 — «Самая-самая», инсценировка Игоря Бочкина по пьесе Филиппа Дорена (в ролях — Игорь Бочкин, Ирина Алфёрова, Илья Соколовский, Александр Лымарев; режиссёр — Игорь Бочкин)
- 2012 — «Не такой, как все» по пьесе Алексея Слаповского (в ролях — Игорь Бочкин, Анна Легчилова, Светлана Тома, Ирина Цывина; режиссёр — Игорь Бочкин)

### Фильмография
| Год       |   | Название                                  | Роль                                                                                         |
| --------- | - | ----------------------------------------- | -------------------------------------------------------------------------------------------- |
| 1972      | ф | Огоньки                                   | Кузька Журавлёв, пионер                                                                      |
| 1972      | ф | Красно солнышко                           | Миша Башарин                                                                                 |
| 1982      | ф | Василий Буслаев                           | новгородец                                                                                   |
| 1982      | ф | Кто стучится в дверь ко мне…              | Витёк                                                                                        |
| 1983      | ф | Такая жёсткая игра — хоккей               | Извеков                                                                                      |
| 1984      | ф | Егорка                                    | сигнальщик пограничного катера                                                               |
| 1984      | ф | Полоса препятствий                        | Осадчий, «дед-старослужащий»                                                                 |
| 1985      | ф | Искренне Ваш…                             | дружинник в музее                                                                            |
| 1988      | ф | ЧП районного масштаба                     | Николай Петрович Шумилин, первый секретарь Краснопролетарского райкома ВЛКСМ                 |
| 1989      | ф | Свой крест                                | Климук                                                                                       |
| 1990      | ф | Взбесившийся автобус                      | Павел Мелкоянц, главарь террористов                                                          |
| 1990      | ф | Женский день                              | Дима, бывший муж Гали                                                                        |
| 1990      | ф | Карьер                                    | Агеев                                                                                        |
| 1991      | ф | Семнадцать левых сапог                    | Павел, отец Митьки                                                                           |
| 1991      | ф | Вербовщик                                 | Андрей Петрович Камнев, учёный, кандидат физико-математических наук                          |
| 1991      | ф | Крепкий мужик                             | Спиридон Расторгуев, шофёр                                                                   |
| 1991      | ф | Сказка на ночь                            | Павел и Пётр, братья-близнецы                                                                |
| 1991      | ф | Круг обречённых                           | Сергей                                                                                       |
| 1992      | ф | Вынос тела                                | рэкетир «Баркас»                                                                             |
| 1992—1994 | с | Горячев и другие                          | Валерий Горячев                                                                              |
| 1993      | ф | Личная жизнь королевы                     | Иван Ивашкин, работник госбезопасности                                                       |
| 1993      | ф | У попа была собака                        | Алексей Васильевич Безменов                                                                  |
| 1994      | ф | Я никуда тебя не отпущу                   |                                                                                              |
| 1995      | ф | Репортаж                                  | Паша Иванов, бывший десантник                                                                |
| 1996      | ф | Барханов и его телохранитель              | Олег Барханов                                                                                |
| 1998      | ф | Юкка                                      | Максим и Андрей,братья-близнецы                                                              |
| 1999      | ф | Директория смерти                         | депутат                                                                                      |
| 1999      | ф | Тонкая штучка                             | Павел, столичный «криминальный авторитет»                                                    |
| 2000      | ф | Танго на два голоса                       | Михаил                                                                                       |
| 2001      | ф | Жёлтый карлик                             | Семёнов, издатель                                                                            |
| 2001      | с | Московские окна                           | Василий Морозов                                                                              |
| 2001      | с | Саломея                                   | Трифон Исаев                                                                                 |
| 2001      | ф | Серебряная свадьба                        | Георгий                                                                                      |
| 2002      | ф | Женская логика 2                          | Анатолий Звягин, вице-губернатор                                                             |
| 2002      | с | Кукла                                     | Иван Николаевич Кравцов, бывший следователь прокуратуры                                      |
| 2002      | с | Ледниковый период                         | Колобов, замминистра, старый друг Клепко и Долгачёвой                                        |
| 2002      | ф | Следствие ведут ЗнаТоКи. Третейский судья | Канделаки                                                                                    |
| 2002      | ф | Следствие ведут ЗнаТоКи. Пуд золота       | Канделаки                                                                                    |
| 2002      | с | Черёмушки                                 |                                                                                              |
| 2003      | ф | А поутру они проснулись                   | Саша («Молчаливый»), алкоголик                                                               |
| 2003      | ф | Запомните, меня зовут Рогозин!            | Арсений Рогозин, майор МВД России, бывший сотрудник ОБЭП                                     |
| 2003      | ф | Киднеппинг                                | Андрей Николаевич, отец Кати                                                                 |
| 2003      | с | Лучший город Земли                        | Василий Морозов                                                                              |
| 2003      | с | Огнеборцы                                 | Кузнецов                                                                                     |
| 2003      | с | Спасти и выжить                           | Владимир Журавин                                                                             |
| 2004      | с | Московская сага                           | Петухов, участковый                                                                          |
| 2004      | с | Наваждение                                | эпизод (в титрах не указан)                                                                  |
| 2004      | с | Пепел Феникса                             | Богдан Петрович Зайко, бандит по прозвищу «Сван»                                             |
| 2005      | ф | Дунечка                                   | Александр Иванович, отец Дунечки и Берты                                                     |
| 2005      | ф | Полнолуние                                | Владимир Терёхин, майор                                                                      |
| 2005      | ф | Самая красивая                            | Коля                                                                                         |
| 2005      | ф | Стая                                      | Дмитрий Алексеевич Шорохов, генерал                                                          |
| 2006      | с | Заколдованный участок                     | Евгений Сущёв                                                                                |
| 2006      | с | Острог. Дело Фёдора Сеченова              | Константин Егорович Буланов, бывший начальник СИЗО                                           |
| 2006      | ф | Счастье по рецепту                        | Миша                                                                                         |
| 2007      | с | Бешеная                                   | Андрей Иванович Шевчук, отец Дарьи                                                           |
| 2007      | с | Диверсант 2: Конец войны                  | Самохвалов, майор                                                                            |
| 2007      | ф | Егорино горе                              | Степаныч                                                                                     |
| 2007      | с | На пути к сердцу                          | Владимир Иванович, главный врач                                                              |
| 2007      | ф | Новогодние приключения в июле             | Дед Мороз                                                                                    |
| 2008      | с | Похождения нотариуса Неглинцева           | Антон Сергеевич Неглинцев, нотариус                                                          |
| 2008      | с | Синие ночи                                | Павел Константинович Скворцов, второй секретарь райкома                                      |
| 2009      | с | Правда скрывает ложь                      | Андрей Ильич Орлов, полковник МВД                                                            |
| 2009      | с | Девичник                                  | Владимир Леонов, коллекционер живописи, олигарх                                              |
| 2011      | с | У каждого своя война                      | Николай Афанасьевич, второй секретарь горкома партии, фронтовой друг Семёна Григорьевича     |
| 2011      | с | Голубка                                   | Пётр Дмитриевич Подольский, отец Леры                                                        |
| 2011      | ф | Моя последняя первая любовь               | «Дракон»                                                                                     |
| 2011      | ф | Репортаж судьбы                           | Олег Барышев                                                                                 |
| 2012      | ф | Нелюбимая                                 | Сергей Яровой                                                                                |
| 2012      | с | Краплёный                                 | Степан Герасимович Рохлин, майор, замначальника зоны по режиму                               |
| 2013      | ф | Поговори со мною о любви                  | Николай Петрович Петрунин, отец Тани                                                         |
| 2013      | ф | Хозяйка большого города                   | Кузьмич                                                                                      |
| 2014      | с | Сестра моя, Любовь                        | Николай Степанович Потапов, отец Андрея                                                      |
| 2014      | с | На глубине                                | Виктор Юрьевич Соломатин, капитан / майор полиции                                            |
| 2015      | ф | Нарушение правил                          | Тимур Михайлович Арсеньев                                                                    |
| 2015      | с | Любовная сеть                             | Виталий Дмитриевич Карпатов                                                                  |
| 2016      | с | Когда прошлое впереди                     | Сергей Кириллович Лупарёв                                                                    |
| 2016      | ф | Портрет любимого                          | Игорь Иванович, отец Дарьи и Виктории, бывший муж Ларисы Павловны, тесть Вячеслава           |
| 2016      | ф | Петрович                                  | Иван Петрович Калугин (Петрович), бывший сотрудник ОМОНа, муж Катерины, отец Артёма и Семёна |
| 2016      | ф | Верность                                  | Захар                                                                                        |
| 2017      | ф | Отставник. Позывной «Бродяга»             | Юрий Петрович Жуковский, подполковник в отставке, бывший командир спецназа                   |
| 2017      | с | Круговорот                                | Владимир Петрович Гришин, владелец медицинского центра, дядя Варвары Гришиной                |
| 2018      | с | Челночницы 2                              | Иван, полковник милиции                                                                      |
| 2020      | с | В шаге от рая                             | Лев Потапов                                                                                  |
| 2021      | с | Добрая душа                               | Свиридов                                                                                     |
| 2021      | с | Рокировка                                 | Герман                                                                                       |
| 2022      | с | Нулевой пациент                           | Евгений Иванович Чазов, министр здравоохранения СССР                                         |
| 2022      | с | Склифосовский 9                           | Владимир Королёв (с 9-го сезона), возлюбленный Нины                                          |
| 2023      | с | Склифосовский 10                          | Владимир Королёв, возлюбленный Нины                                                          |

## Признание заслуг

### Государственные награды Российской Федерации
- 1995 — почётное звание «Заслуженный артист Российской Федерации» (28 декабря 1995 года) — за заслуги в области искусства[12].
- 2005 — почётное звание «Народный артист Российской Федерации» (21 февраля 2005 года) — за большие заслуги в области театрального искусства[1].
- 2017 — медаль ордена «За заслуги перед Отечеством» II степени (10 сентября 2017 года) — за большой вклад в развитие отечественной культуры и искусства, средств массовой информации, многолетнюю плодотворную деятельность[13].

### Общественные награды и премии
- 1996 — лауреат премии открытого фестиваля кино стран СНГ и Балтии «Киношок» в Анапе в номинации «Призы за лучшие роли» за 1996 год — за исполнение роли Олега Барханова в художественном фильме «Барханов и его телохранитель» режиссёра Валерия Лонского.
- 1997 — приз за лучшую мужскую роль на II Международном фестивале актёров кино «Стожары» в Киеве (30 августа — 7 сентября 1997 года) — за исполнение роли Олега Барханова в художественном фильме «Барханов и его телохранитель» режиссёра Валерия Лонского.
- 2004 — Специальный приз «Приз зрительских симпатий» на фестивале «Бригантина» за фильм «Дунечка».